# Stein Olaf Sando
Stein Olaf Sando (* 8. April 1968) ist ein ehemaliger norwegischer Handballspieler.
Der früher 1,89 m große Rechtshänder begann seine Laufbahn bei Sandefjord TIF. 1997 wechselte er zum deutschen Zweitligisten HSG Nordhorn, mit der er 1998/99 in die 1. Bundesliga aufstieg. Nach drei Jahren ging er zum Aufsteiger VfL Hameln, mit dem er 2002 absteigen musste. Anschließend kehrte er nach Sandefjord zurück. Da die Kreisläufer-Position bei seinem Heimatverein mit På Haukerød und dem Jung-Star Frank Løke besetzt war, schloss er sich dem Stadtrivalen IL Runar an. Nach zwei Jahren wechselte er zu Nøtterøy IF, mit dem er in der zweiten Liga spielte. Nach seinem Karriereende 2009 gab er nur wenige Monate später sein Comeback in der Postenligaen bei Sandefjord TIF.
In der Norwegischen Nationalmannschaft debütierte Stein Olaf Sando am 1. September 1995 gegen Island und bestritt 59 Länderspiele, in denen er 70 Tore erzielte. Bei der Weltmeisterschaft 1997 belegte er den zwölften und bei der Europameisterschaft 2000 den achten Platz. Anschließend beendete er seine Nationalmannschaftskarriere.